# VEB Färbereidienstleistungen

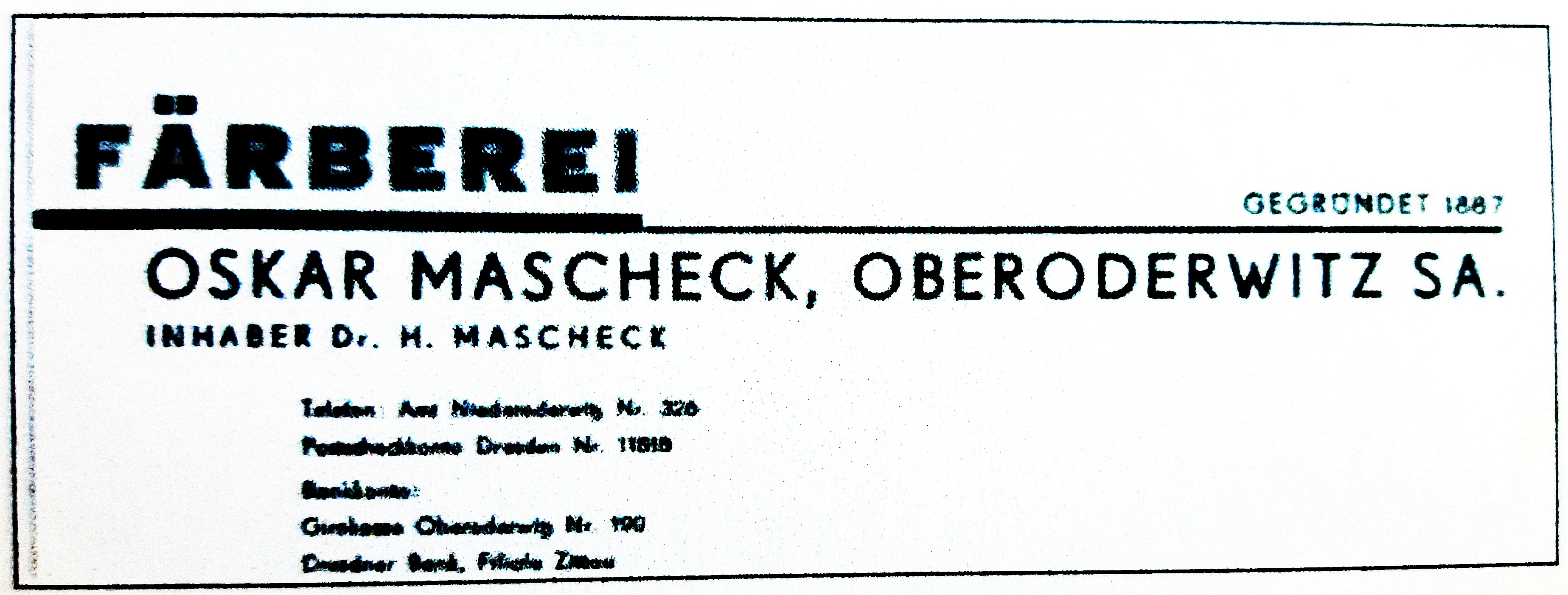
Färberei Oskar Mascheck, Oberoderwitz (Annonce)

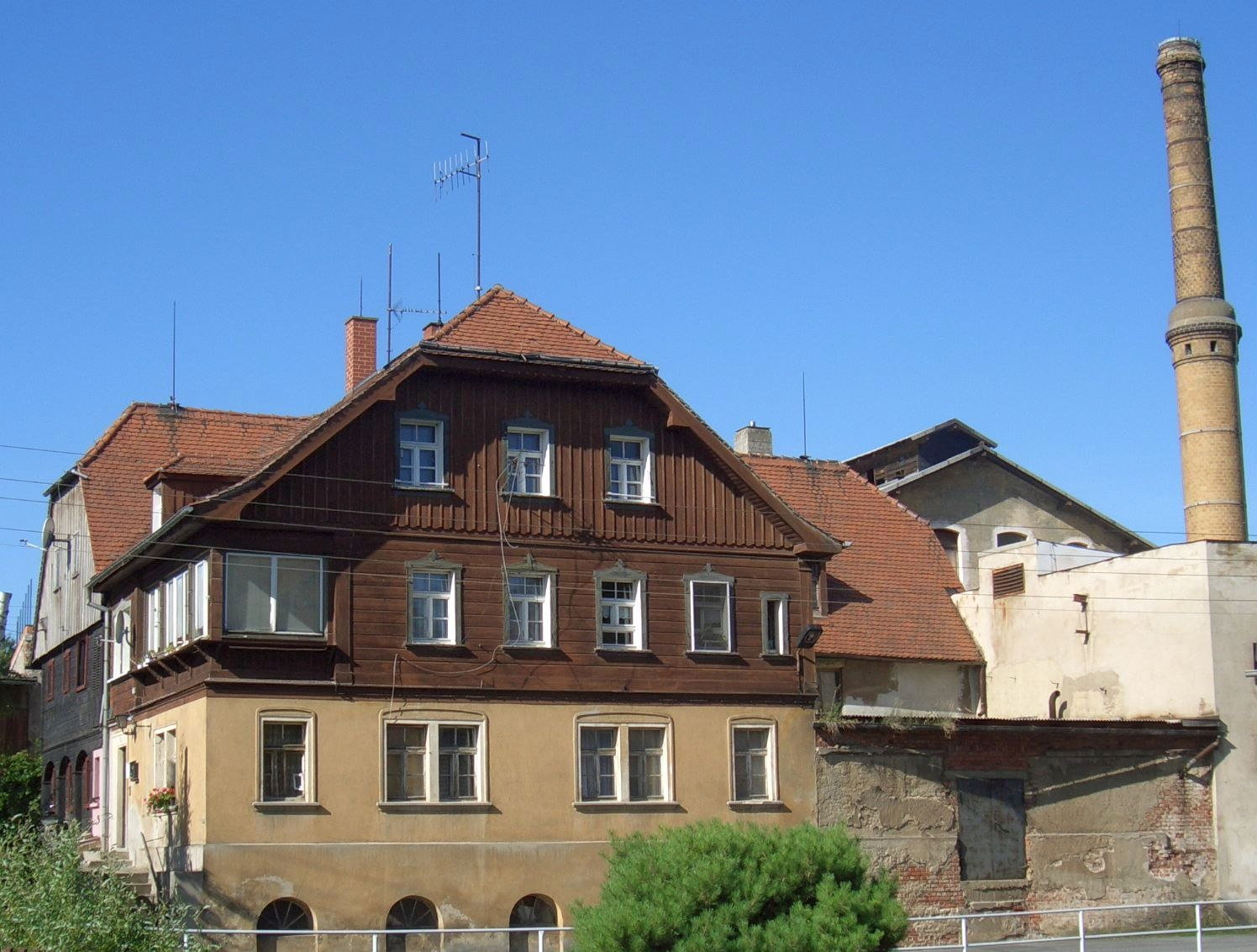
1887 errichtetes Umgebindehaus und Wohnhaus der Maschecks in Oberoderwitz (2009)

Der VEB Färbereidienstleistungen Oderwitz (ehem. Färberei Oskar Mascheck) war eine Färberei in der sächsischen Oberlausitz im Ort Oberoderwitz. Das Grundstück befindet sich in der Mitte von Oberoderwitz an der Kreuzung B96 / Ahornallee 1. Vom Sächsischen Landesamt für Denkmalschutz wurde das 1887 errichtete Hauptgebäude unter Denkmalschutz gestellt. Bis Anfang der 1990er Jahre war in Oberoderwitz, neben einer stattlichen Anzahl von Textilunternehmen, welche die Herstellung und die Konfektionierung von Frottier- und Damasterzeugnissen, Malimogewirken, Geschirrtüchern, von Arbeitskleidung usw. betrieben, ein Textilveredlungsbetrieb ansässig.

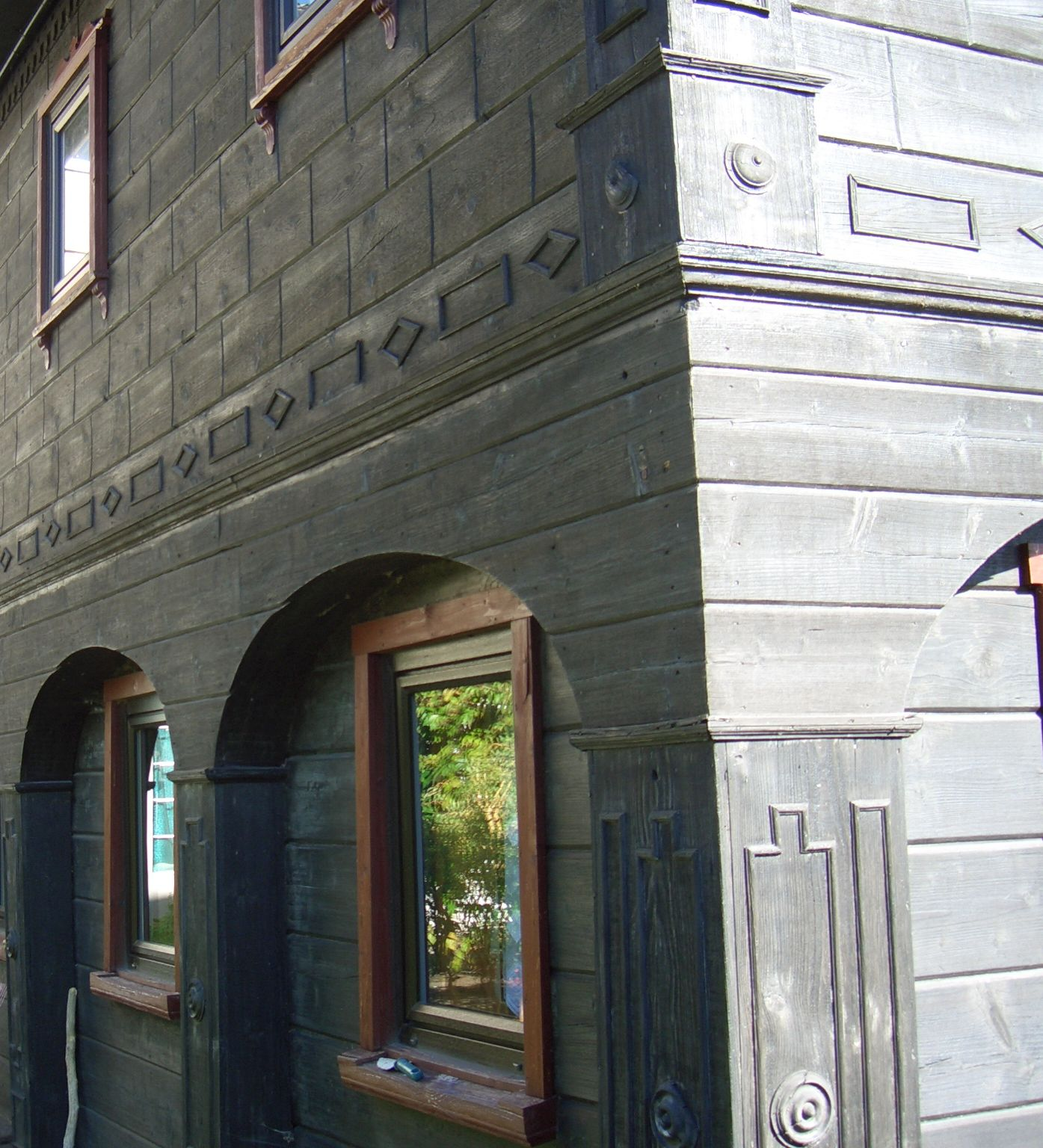
Seitenansicht vom Wohnhaus der Maschecks

## Geschichte bis 1918

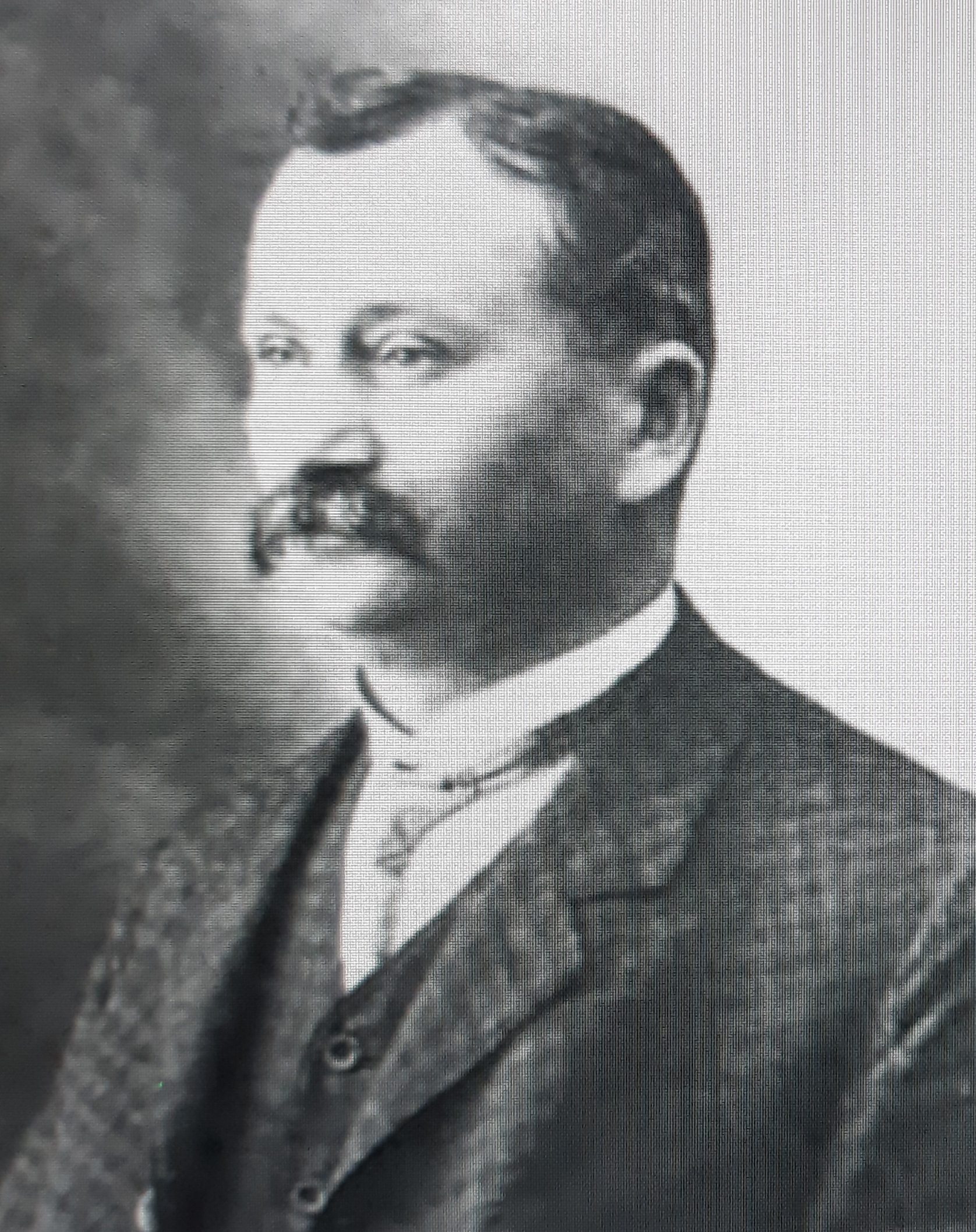
Oskar Mascheck (1910)

Oskar Mascheck (* 19. Januar 1864) war der zweite Sohn Adolph Maschecks (auch Adolph Maschek in einigen Quellen),  Sohn von Johann Franz (Franciscus Sepharicus) Maschek (1768–1852) einem 1820  Eingewanderten aus Schopka (Psovka) / Melnik. Außerdem war der Vater von Oskar Mascheck der Gründer der gleichnamigen Eibauer Textildruckerei und -veredlung.
Oskar Mascheck richtete im Jahre 1887 in dem zweistöckigen Umgebindehaus in Oberoderwitz Nr. 399 eine Hausfärberei und Blaudruckwerkstatt mit angeschlossenem Textilhandel ein. In den Jahren 1895/96 ließ Oskar Mascheck auf demselben Grundstück ein dreigeschossiges Fabrikgebäude mit Kesselhaus und Schornstein errichten. Damit wurde es ihm möglich, neben der weiterhin im Umgebindehaus für den eigenen Handel betriebenen Blaudruckwerkstatt und Färberei größere Aufträge für Stranggarn und Stückfärberei von Webereien aus der Umgebung auszuführen. In den folgenden Jahren entwickelten sich relativ stabile Geschäftsverbindungen. Die Aufträge sorgten für eine rentable Auslastung des Betriebes, doch reichten die Erträge weder für die Rückzahlung der für den Fabrikbau in der Verwandtschaft aufgenommenen Kredite noch für weitere Investitionen. Die Bilanzposten von 1914 unterschieden sich nur unwesentlich von denen von Oskar Mascheck im Jahr 1910.

## Geschichte ab 1918

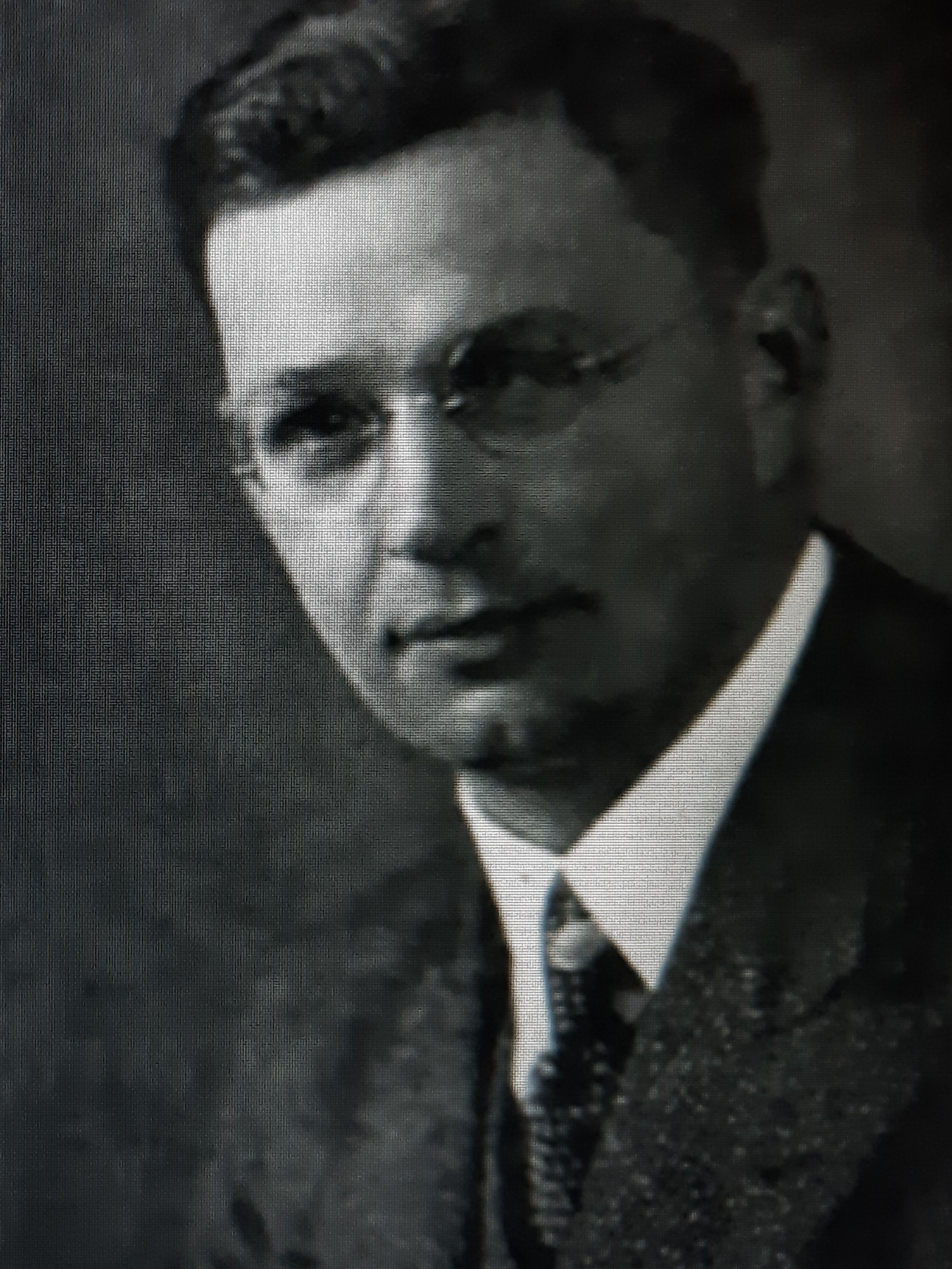
Dr. Johannes Mascheck (1942)

Der Erste Weltkrieg führte zwangsläufig zu Einschränkungen in der gesamten Textilindustrie. Als es danach wieder aufwärts gehen sollte, traf die Firma ein schwerer Schlag. Oskar Mascheck erkrankte 1922 so schwer, dass er über Monate ausfiel und am 30. Januar 1924, erst sechzigjährig, verstarb. Johannes Mascheck, der am 8. März 1897 geborene dritte Sohn von Oskar Mascheck, hatte sich schon von Jugend an auf die spätere Fortführung des elterlichen Betriebes vorbereitet, da seine älteren Brüder andere Berufe ergriffen hatten. Nach seiner Schulzeit absolvierte er die Höhere Handelsschule in Zittau und arbeitete bis 1914 in den Versuchsfärbereien der Firmen CIBA in Basel und BASF in Ludwigshafen. Dann schloss er die Ausbildung an der Königlichen Färbereischule in Chemnitz mit Auszeichnung ab. Als er 1919 vom Militär entlassen wurde, lag die Übernahme des Betriebes scheinbar noch in weiter Ferne. Zunächst war er als Assistent an der Färbereischule Chemnitz tätig, wo zu seinen Aufgaben auch die Betreuung der bestehenden fachlichen Verbindung mit der Universität Leipzig gehörte. Dort begann er ein Chemiestudium. Nachdem es Johannes Mascheck noch gelungen war, sein Chemiestudium mit der Promotion abzuschließen, übernahm er im April 1924 den elterlichen Betrieb.
Diese Übernahme fiel in die Zeit der bis 1928 anhaltenden wirtschaftlichen Konsolidierung in Deutschland, nach dem am Ende der Inflation und dem am 15. November 1923 erfolgten Umtausch von 1 Billion Papiermark in 1 Rentenmark.  Das Unternehmen verfügte 1924 über einen Dampfkessel, eine Dampfmaschine, drei Paar Jigger verschiedener Breite, drei verschiedene Zentrifugen, eine Stärkemaschine, einen Zylindertrockner, 13 Wannen verschiedener Größe für die Garnfärberei und einen Beuchkessel. Gegen Ende der 1920er Jahre schrieb Johannes Mascheck: „Während in den ersten Jahren meiner Tätigkeit vorwiegend Druckerei und Färberei von Stückware betrieben wurde, bin ich, in Anpassung an die hiesigen Verhältnisse, fast restlos zum Färben von Stranggarn aller Art (Wolle, Baumwolle, Leinen etc.) übergegangen“. In der Wirtschaftskrise 1930/31 gingen diese Aufträge stark zurück. Es wurden zwei gebrauchte Färbemaschinen der Firma Obermaier erworben, auf denen bis 1939 loses Material und Reißwolle für die Grobgarnspinnerei gefärbt wurde. Eine tschechoslowakische Firma ließ von laufend große Mengen aus Frankreich importierter getragener Strümpfe (Lumpen) färben und sorgte damit für die volle Auslastung der Maschinen. In dieser Zeit erreichten auch die Aufträge für die Garnfärberei wieder den Stand vor der Wirtschaftskrise wurden die Jigger für die Stückfärberei wieder in Betrieb genommen und räumlich direkt mit einem Spannrahmen und einem Zylindertrockner kombiniert. Dafür wurde entlang der Hauptstraße ein einstöckiges Gebäude errichtet, dessen Höhe auch für die senkrecht stehende Trockenmaschine ausreichen sollte und architektonisch von den aus abgebrochenen Lokomotivschuppen stammenden Fenstern bestimmt wurde. Das 1935 erlassene Spinnstoffgesetz mit seinen Investitionsverboten verhinderte jedoch die Inbetriebnahme.
Bei der Mobilmachung am 26. August 1939 wurde Mascheck zur Wehrmacht einberufen. Nach Kriegsbeginn wurden die Fahrzeuge der Firma requiriert und der Betrieb sollte geschlossen werden. Frau Johanna Mascheck erwirkte die Genehmigung zur Fortführung des Betriebes, da es noch genügend Aufträge gab, die von nicht zum Militärdienst herangezogenen Betriebsangehörigen mit vorhandenen Materialien ausgeführt wurden. Als 1940 die Geburtsjahrgänge 1895 bis 1897 altershalber vom Militärdienst entlassen wurden, kehrte der Betriebsinhaber zurück. Es gelang ihm auf Grund seiner Verbindungen zur Grobgarnindustrie, Aufträge zum Waschen und Entölen ungerauhter Deckenstoffe hereinzuholen, womit der Betrieb bis Kriegsende aufrechterhalten werden konnte.

## Geschichte nach 1945
Ende Mai 1945 ließ der Bürgermeister von Oberoderwitz einen Posten Uniformen umfärben und regte an, auch von der Bevölkerung Färbeaufträge für Kleidungsstücke anzunehmen. Der Bedarf erwies sich als sehr groß. Johannes Mascheck starb am 25. November 1952.
Nach dem frühen Tod von Johannes Mascheck führte seine Frau den Betrieb weiter. Sie hatte zuvor schon viele der organisatorischen Probleme der Umstellung auf die Kleiderfärberei rechtzeitig erkannt und erfolgreich gelöst. Schwierigkeiten bereiteten in den folgenden Jahren die Überalterung der Belegschaft, das Fehlen einer Fachkraft für die Färberei sowie die Notwendigkeit der Erneuerung der technischen Ausrüstung. Diese Schwierigkeiten, sicherlich auch die seit 1953 abgeflaute, aber nun wieder zunehmende Diffamierung der privaten Unternehmer und nicht zuletzt ihr Alter, veranlassten Johanna Mascheck zur Aufnahme einer staatlichen Beteiligung am 1. Januar 1961.
So ist in einer „Direktive zum Abschluss der Betriebs und Arbeitsschutzvereinbarungen des Kreisvorstandes Amtliches Mitteilungsblatt der Gemeinde Oderwitz des Freien Deutschen Gewerkschaftsbundes (FDGB), Kreisvorstand Löbau“ unter anderem ausgeführt:
„Eines (der) größten Hindernisse für die Arbeiter und Angestellten in den Privatkapitalistischen Betrieben, ihre schöpferischen Fähigkeiten beim weiteren Aufbau des Sozialismus voll zu entfalten, ist das Vorhandensein der privatkapitalistischen Ausbeutung. Zur Überwindung der kapitalistischen Produktionsverhältnisse sind die Unternehmer für eine freiwillige Aufnahme einer staatlichen Beteiligung zu gewinnen um damit den Weg zum Sozialismus zu beschreiten, der den Arbeitern und Angestellten als auch den Unternehmern eine gesicherte Zukunft bietet […]“
Damit waren betriebliche Verbesserungen möglich, doch die Gewinnung eines Fachmannes für die Färberei, der für eine spätere Übernahme der Leitung des Betriebes geeignet sein sollte, gelang erst 1966 mit dem Eintritt von Horst Trenkler in das Unternehmen. Als im Jahre 1972 die totale Verstaatlichung der bis dahin noch bestehenden Privatbetriebe und Betrieben mit staatlicher Beteiligung (BSB) in der DDR erfolgte, war Johanna Mascheck 72 Jahre alt. Sie erhielt eine bescheidene Abfindung, Johanna Mascheck starb nach 13 Jahren. Der Betrieb hatte zu dieser Zeit 20 Mitarbeiter und Mitarbeiterinnen und mit Trenkler einen gut eingearbeiteten Fachmann, der die Leitung des Betriebes, der nun „VEB Färbereidienstleistungen“ hieß, sofort übernehmen konnte. Unter seiner Leitung begann eine vollständige Rekonstruktion. Es erfolgte der Neubau eines Kesselhauses, die Errichtung eines Lastenaufzuges bis 1000 kg, die Modernisierung der Handfärberei auf Paddelfärbemaschinen, der Umbau der Trocknerei auf Föhna-Trockner sowie die Ausrüstung der Bügelei mit modernen Bügelmaschinen, Dämpfpuppen und Handbügelständern. Diese Maßnahmen dienten dem Ziel, für die im Territorium Ostsachsen sowie in den DDR-Bezirken Karl-Marx-Stadt (Chemnitz) und Cottbus ansässigen Dienstleistungsbetriebe einen leistungsfähigen Kooperationspartner für Färbereidienstleistungen zu schaffen.
In einem mehrseitigen Bericht der Fachzeitschrift „Textilreinigung“, dem ein Betriebsbesuch von Redakteuren dieser Zeitschrift vorausging, hieß es: „Schwerpunktmäßig fallen als Färbeaufträge vor allem Hemden, Hosen, Blusen, Kittel, Kleider, Jacken und Bettwäsche an. Die Kunden der Oberoderwitzer  Färberei können Textilien aus Natur-, Azetat- und Synthesefaserstoffen färben lassen. Nach sechs Verfahren, abgestimmt auf den Faserstoff und Gebrauchswert, wird gefärbt. Dabei ist es der einzige Betrieb dieser Art in der DDR, der das Indanthrenfärbeverfahren einsetzt. Wurden 1966 in Oberoderwitz durchschnittlich 75.000 Kleidungsstücke/Jahr gefärbt, so beweist der gegenwärtige Ausstoß von 160.000 Stück/Jahr deutlich die Fortschritte des Betriebes. Zur Energieeinsparung wurde der alte Heizkessel während der Rekonstruktion nicht weggeworfen sondern umgebaut. Er diente jetzt, beheizt mit Kondensatabwärme, als Warmwasserbereiter. Dem Färber stand damit vorgewärmtes Wasser von 70 bis 90°C zur Verfügung.“ Bis 1989/90 arbeiteten in dieser, von der technischen Ausstattung her gesehen, für die damalige Zeit modernen Kleiderfärberei, 26 Personen, davon 20 Frauen. Es war der einzige Textilveredlungsbetrieb in dem bis in diese Zeit von der Textilindustrie geprägten Oderwitz. Der Betrieb gliederte sich in vier Abteilungen, Wareneingang, Färberei, Bügelei und Versand. Trenkler leitete den Betrieb 18 Jahre, bis zur Schließung nach der politischen und wirtschaftlichen Wende in der DDR 1989/90.
Johannes Maschecks Sohn, Hans-Joachim Mascheck, schlug eine wissenschaftliche Laufbahn an der Technischen Universität Dresden ein. Anfang 1990 wurde der ehemals private Staatsbetrieb den Nachkommen der Maschecks zur privatwirtschaftlichen Weiterführung angeboten, letztlich musste der Betrieb VEB Färbereidienstleistungen Oderwitz jedoch mangels Perspektiven 1990 geschlossen werden.

## Geschichte nach 1990
Das denkmalgeschützte Hauptgebäude dient heute als Mehrparteienwohnhaus. Die Fabrikanlagen stehen leer oder werden teils als Lager genutzt. Auf dem Schornstein der Färberei nistet, unter Beobachtung der Kinder des Oderwitzer Kindergartens „Knirpsenland“, dauerhaft ein Storchenpaar vom Storchenhof Loburg.
Die Nachfahren der Oderwitzer Maschecks leben heute in Berlin (Franziska Mascheck), Brandenburg, Sachsen, Baden-Württemberg und Bayern (Jan Mascheck). In Oderwitz wie auch in Eibau gibt es keine ortsansässigen Maschecks mehr.